# شفلرية بنمية
شفلرية بنمية (الاسم العلمي:Schefflera panamensis) هي نوع من النباتات تتبع جنس الشفلرية من الفصيلة الأرالية.